# Semporna
Semporna est une ville et un district de la Division administrative de Tawau, sur la côte Est de Sabah, sur l'île de Bornéo. Sa population était estimée à 133 164 habitants en 2010.

## Histoire

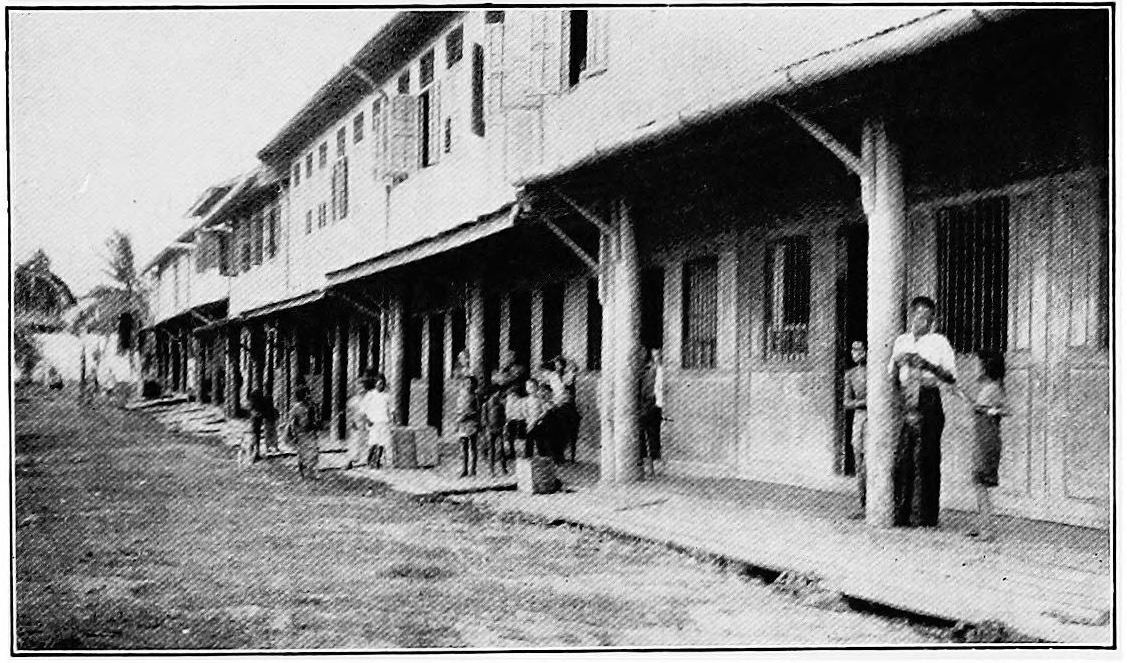
Semporna en 1910, durant l'ère coloniale britannique.

Semporna fut fondée rapidement après l'établissement de la North Borneo Chartered Company à Sandakan, et développée par des commerçants chinois ayant fui l'attaque espagnole du Sultanat de Sulu. Avant de s'appeler "Semporan", cet endroit était connu sous le nom de "Tog Talun" en langue Bajau, ou littéralement "fin de la forêt". Puis le nom a évolué en "Semporna" ("Endroit paisible").
Comme d'autres villes de la côte, la ville fut d'abord sous le contrôle du Sultanat de Sulu, avant d'être gérée par la North Borneo Chartered Company en 1876 par le biais d'un accord. Les Hollandais ont brièvement tenté en juin 1876 de s’approprier la zone, mais la présence britannique était déjà bien établie.

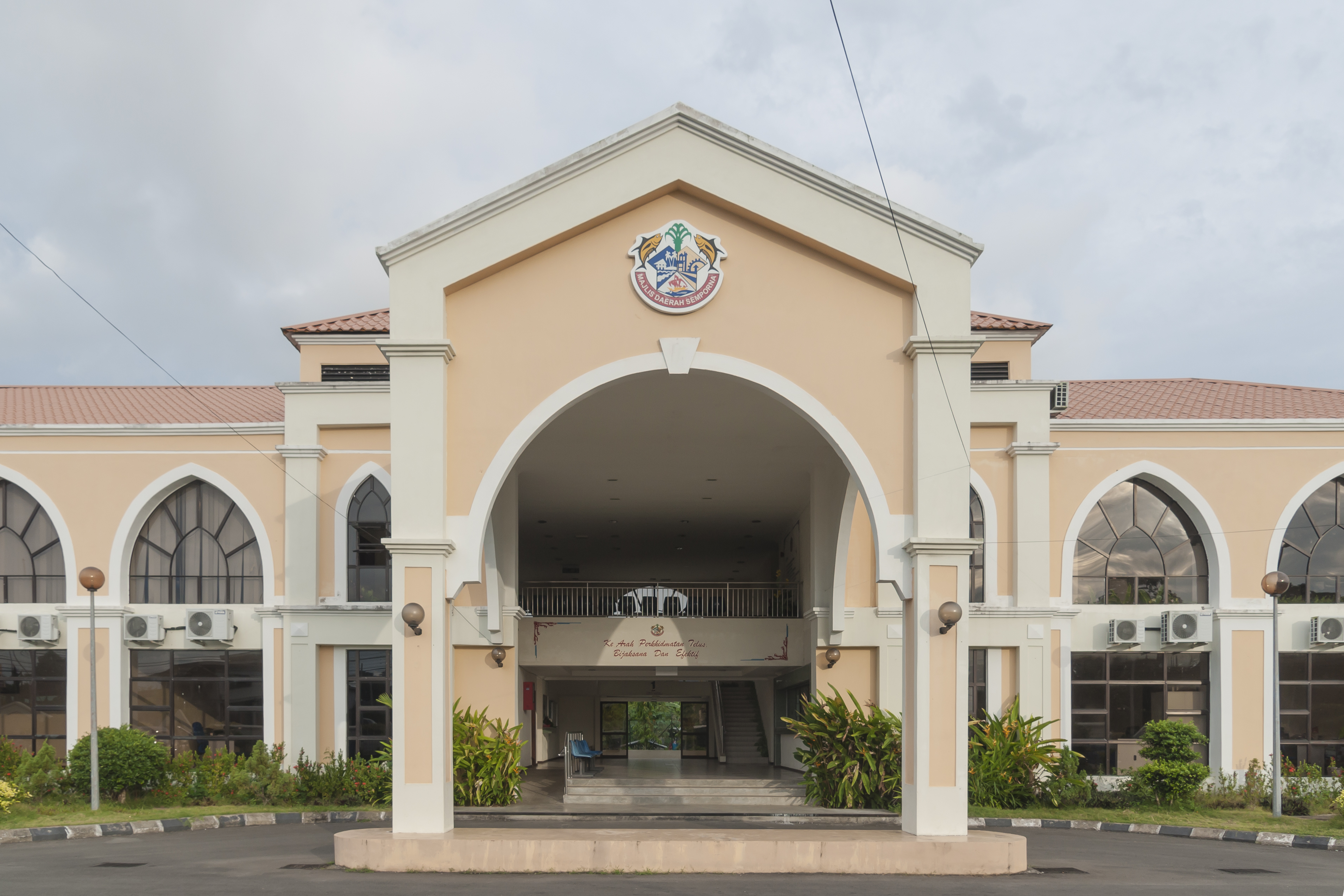
Bâtiment du Semporna District Council

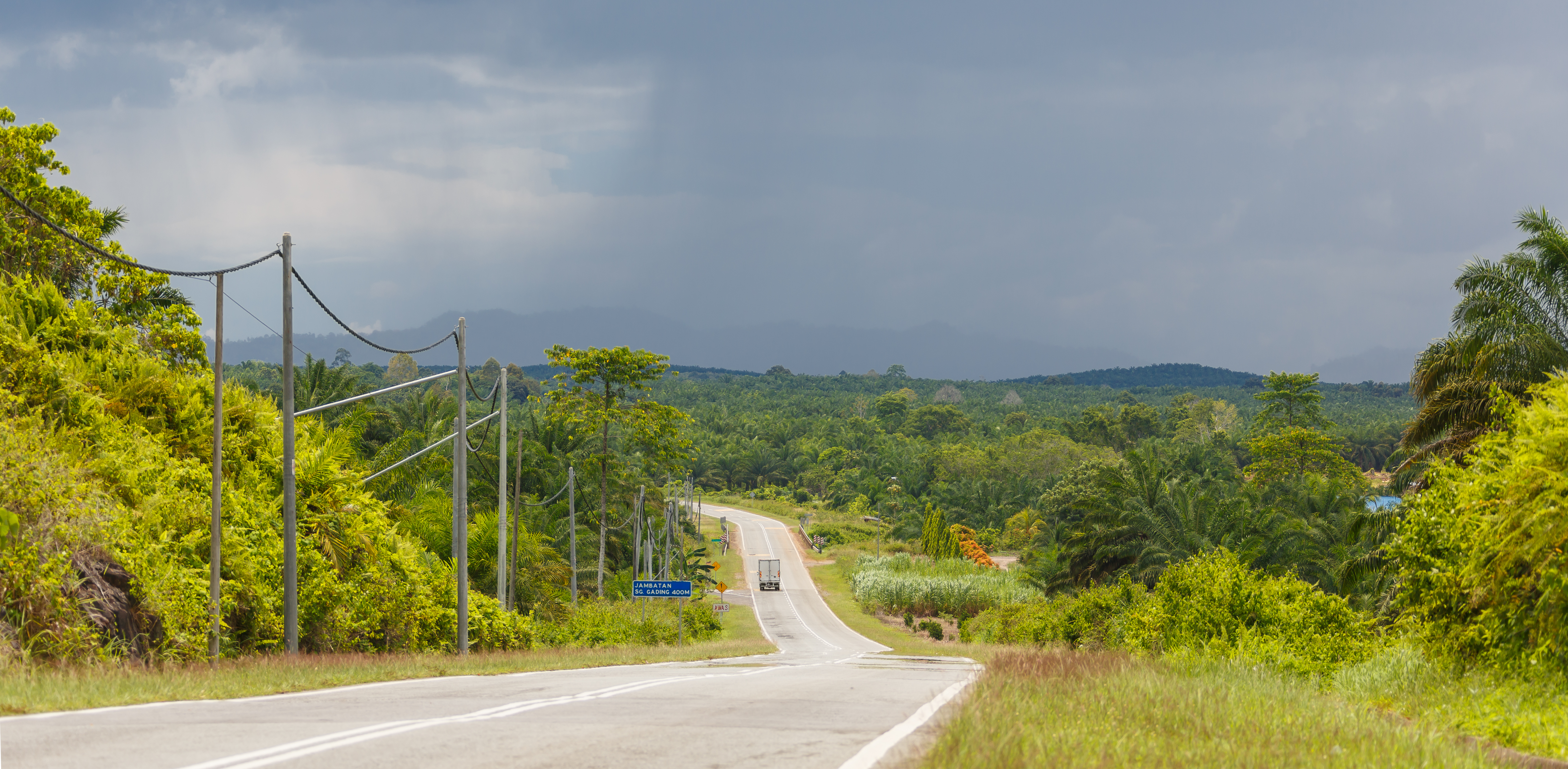
Route de Semporna-Kunak

Cet endroit fut un point de chute des pirates Moros. Peu de gens vivaient ainsi sur la côte, les pirates infestant à l'époque les mers, pratiquant kidnappings, raids et meurtres. Les forces coloniales britanniques y mettent un terme avec l'arrivée d'un destroyer HMS Zephyr dès 1886.
Vers 1887 apparut l'opportunité d'établir un port de commerce sur la partie méridionale de la baie de Darvel. Les pirates ayant détruit l'établissement de Maimbung (Sulu), des commerçants chinois ont obtenu la permission de s'établir à Semporna.

## Géographie

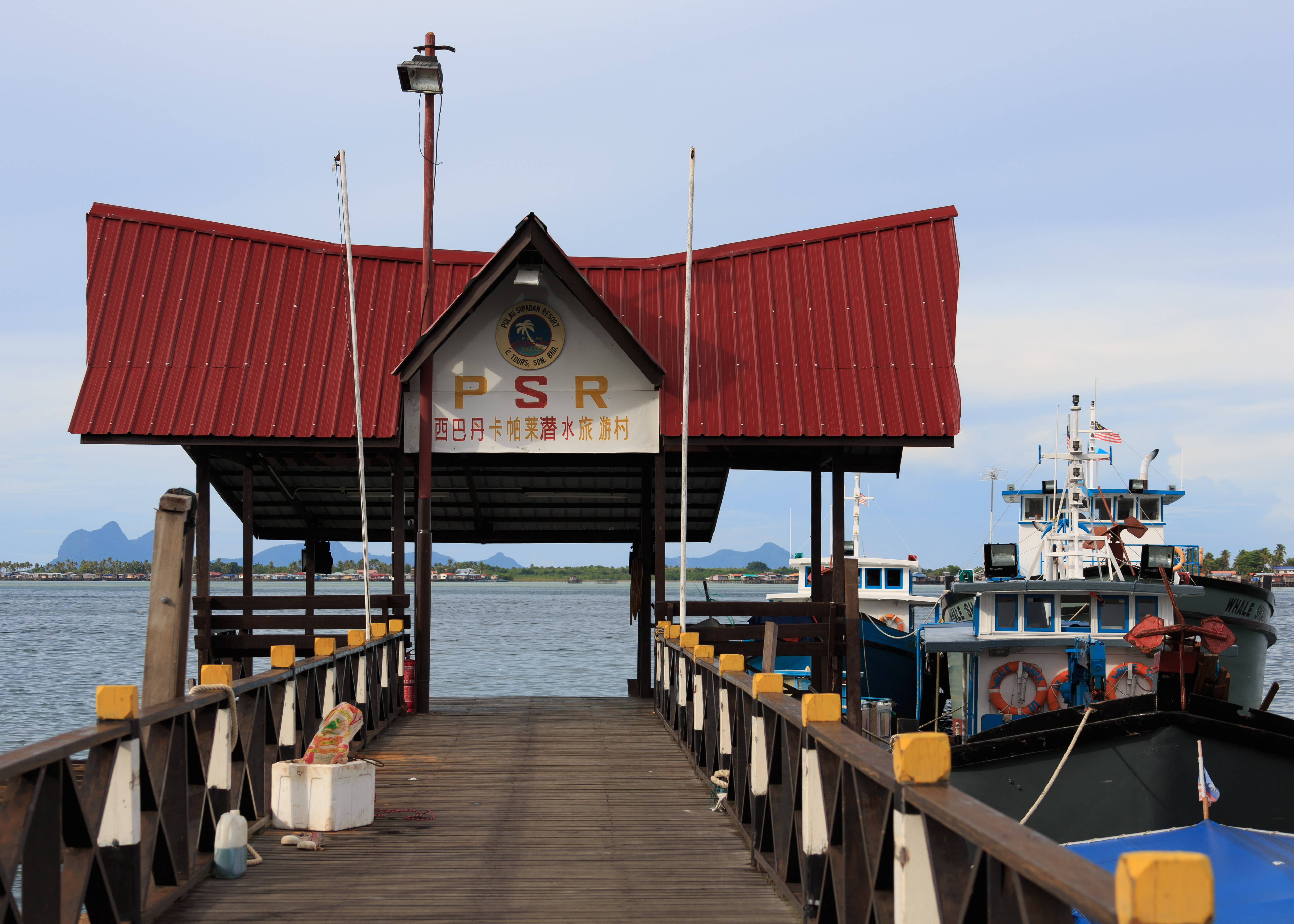
Jetée vers l'île de Sipadan

Semporna est situe à l’extrémité de la péninsule de Semporna autour de la baie de Lahad Datu (aussi connue sous le nom de baie de Darvel).

## Démographie

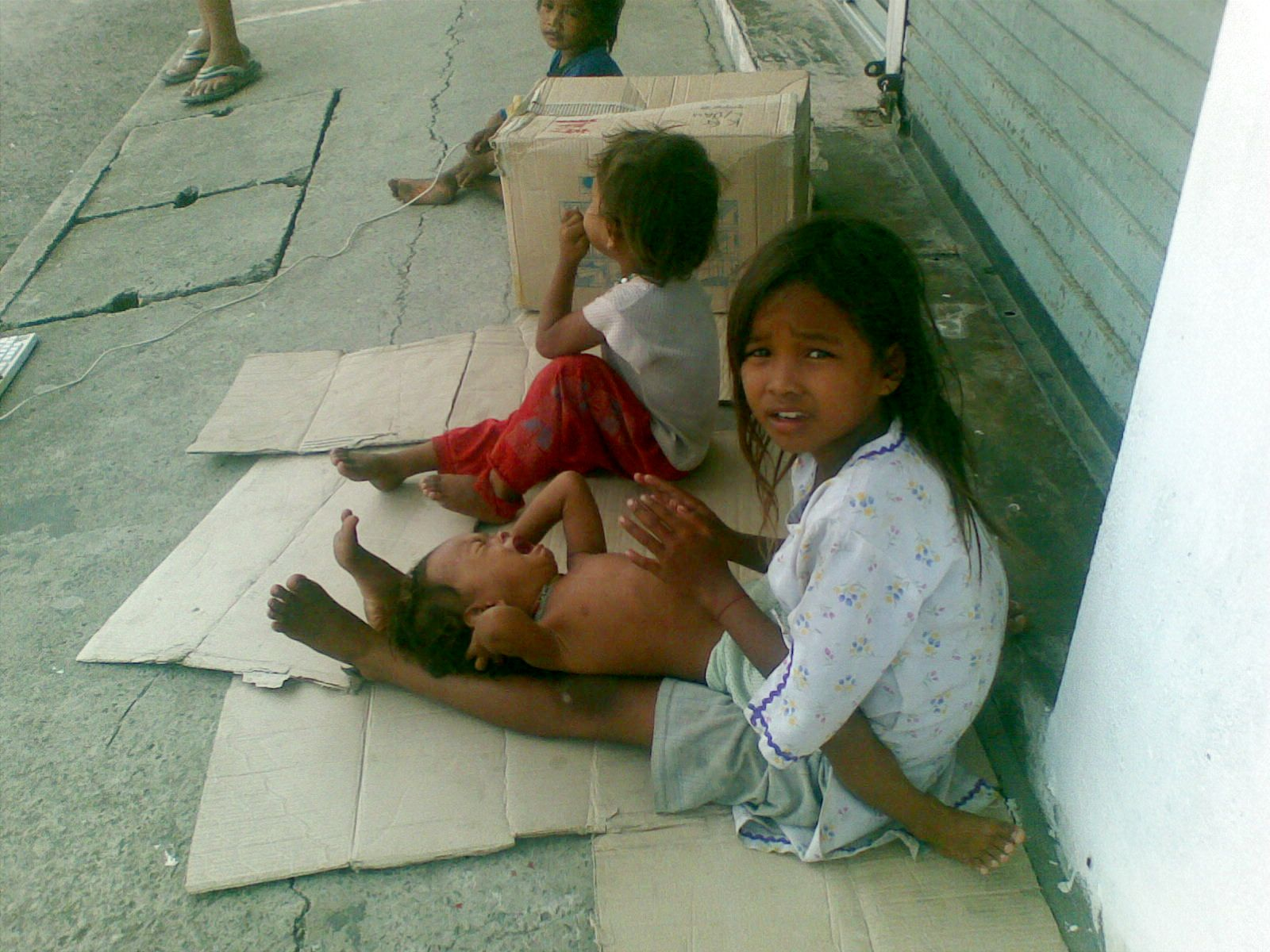
Des enfants Pala'u (Bajau Laut) à Semporna.

La majorité de la population est d'origine Bajau, certains d'entre eux vivent encore sur l'eau. Vivent également sur l'eau des milliers de Bajau Laut.

### Langages
Le créole malais de Sabahan est la langue principale de la ville. Mais Semporna se distingue aussi comme le seul endroit de l'île où se parle le chavacano, créole habituellement rencontré à Zamboanga aux Philippines.

## Économie
La pêche est la première activité de l'économie locale, avec le tourisme. La perliculture est un élément essentiel de l'industrie locale.

## Tourisme

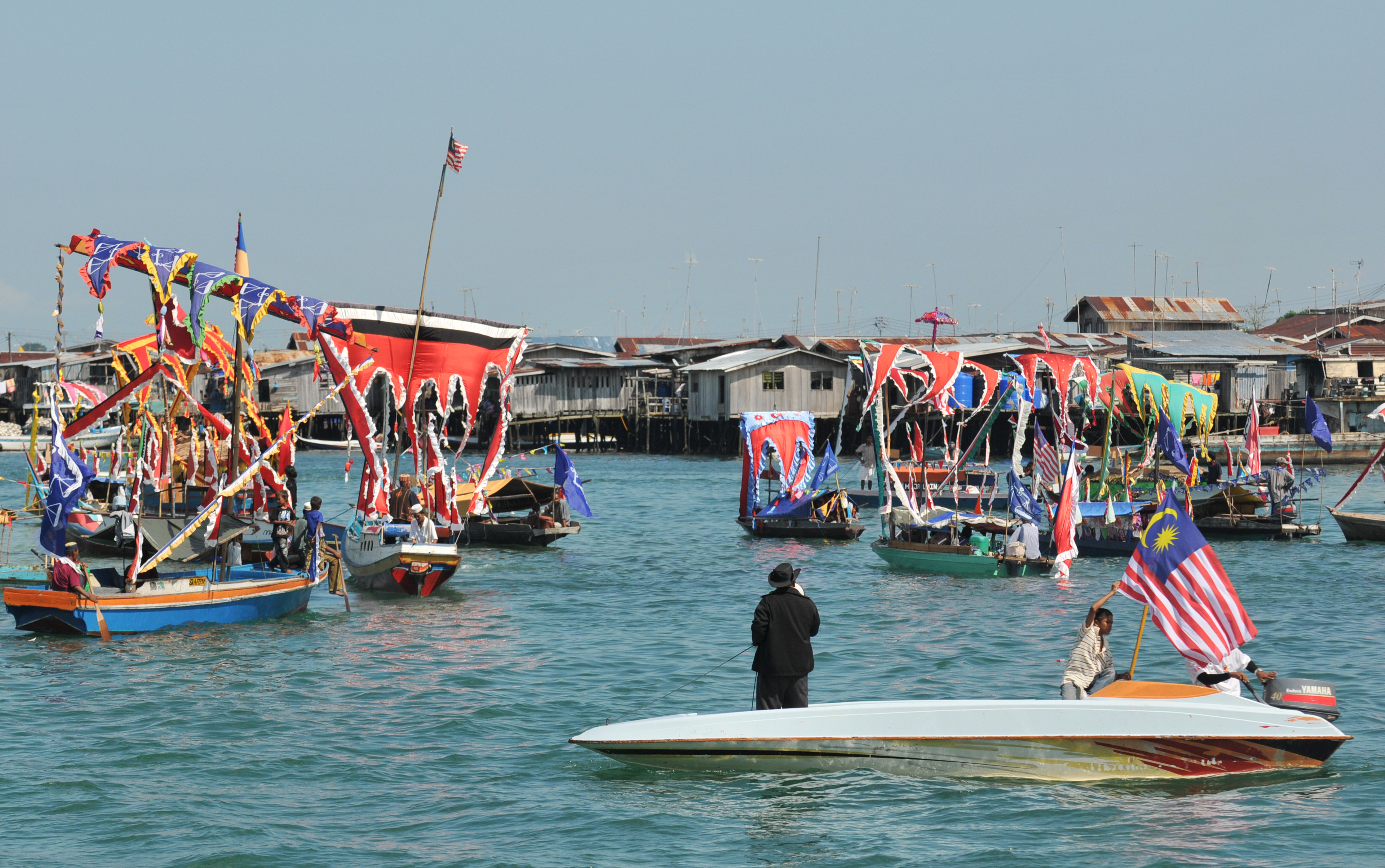
Festival Regatta Lepa de Semporna.

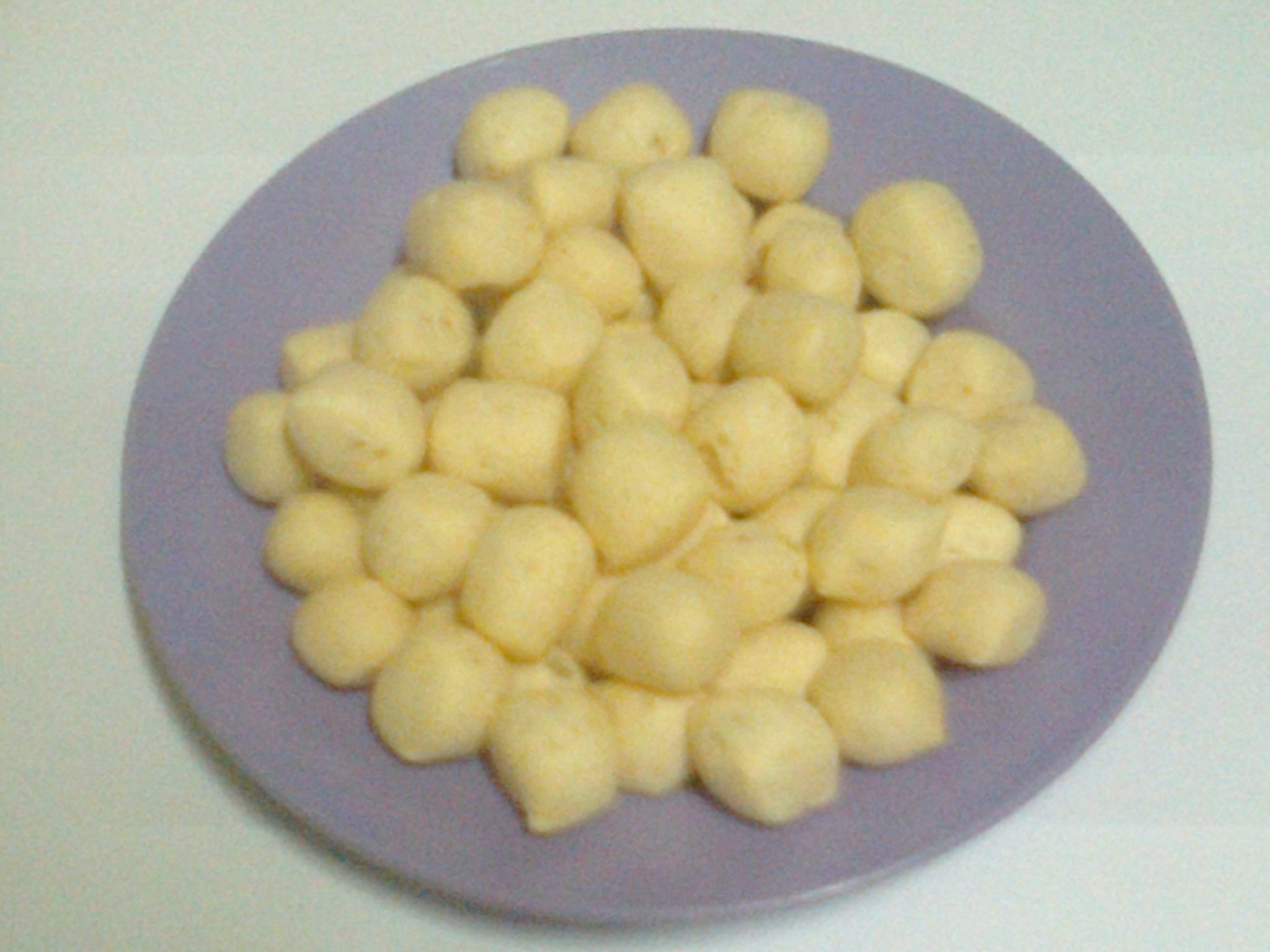
Les Amplang se trouvent sur toute la côte Est de Sabah, surtout à Semporna et Tawau.

Semporna est aussi connue pour sa course de bateaux traditionnels Regatta Lepa qui a lieu tous les ans en avril. Loin des côtes se situe aussi un parc marin (Parc marin de Tun Sakaran), aussi connu sous le nom de parc des Iles Semporna.
Semporna est la porte d'entrée de paradis de plongée sous-marine sur les îles de Sipadan, Mabul, Kapalai, Mataking, Sibuan, Mantabuan, Siamil et Pom Pom.

### Cuisine
Ville côtière, les fruits de mer frais, délicieux et bon marché, sont l'élément principal de la cuisine locale.